# Klaukkala

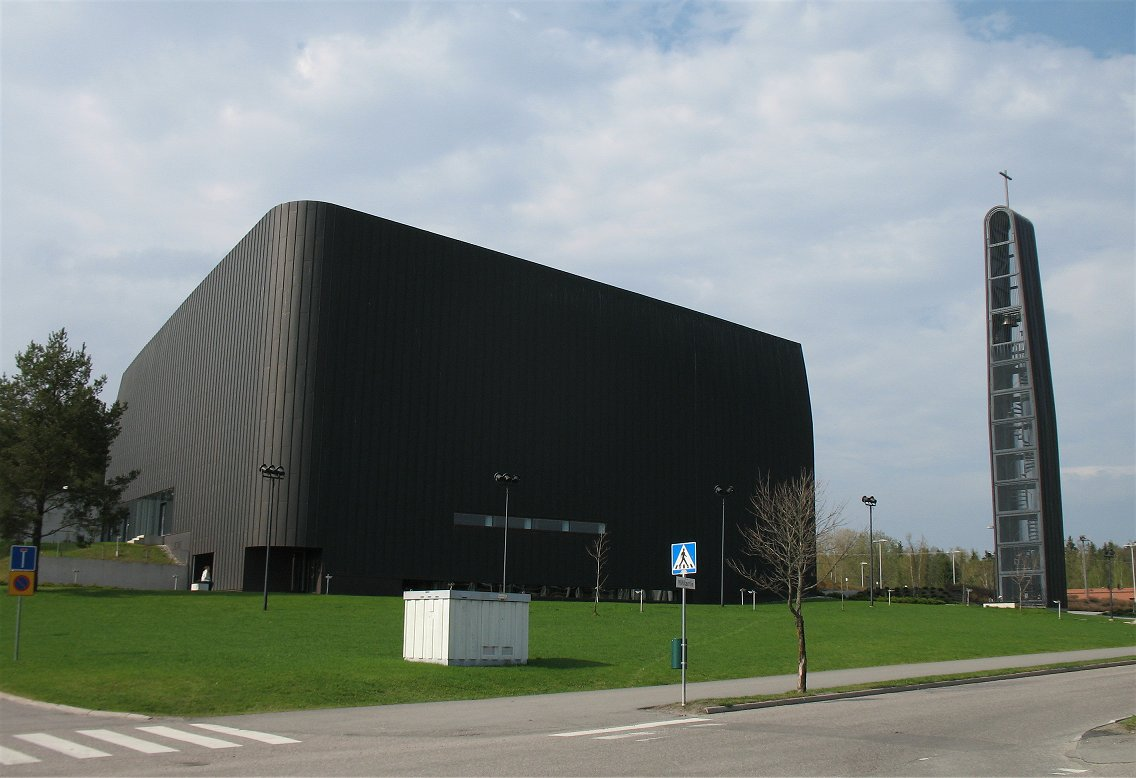
Die Klaukkala Kirche

Klaukkala (schwedisch Klövskog) ist ein Ort in der Gemeinde Nurmijärvi im Süden Finnlands. Er hat rund 18.200 Einwohner und es ist das größte der Dörfer in Nurmijärvi und wird fälschlicherweise oft als separate Stadt angesehen. In Lepsämä, einem Gebiet von Klaukkala, wohnt derzeit der frühere finnische Ministerpräsident Matti Vanhanen.
Klaukkala ist das am schnellsten wachsende Gebiet von Nurmijärvi. Es ist vor allem aus dem Ballungsraum Helsinki ausgewandert, da es als ländliches Dorf, das eine halbe Autostunde vom Zentrum Helsinkis entfernt liegt, vor allem Familien mit Kindern anzieht. Die Entfernung von Klaukkala zur Grenze von Espoo und auch zur Grenze von Vantaa beträgt ungefähr 5 km und die Entfernung nach Helsinki weniger als 30 km. Der durch die Bevölkerungszunahme bedingte Verkehrsanstieg verursacht Probleme. Aus diesem Grund ist seit den 1980er Jahren eine Autobahn zwischen der Staatsstraße 3 und Numlahti geplant, die die Klaukkala umgeht, und möglicherweise auch eine Eisenbahnverbindung nach Helsinki, wahrscheinlich als Fortsetzung der Vantaankoski-Schiene. 2017 wurde mit dem Bau des neuen Zentrums der Klaukkala, Viirinlaakso, begonnen. Es werden sieben neue Mehrfamilienhäuser und ein Verkehrsknotenpunkt mit einer neuen Bushaltestelle entstehen.
Klaukkala hat mehrere Lebensmittelgeschäfte und zwei Einkaufszentren: Kauppakeskus Viiri mit K-Citymarket der Kesko und 17 weiteren Geschäften und Kauppakeskus Brunni mit dem S-Market der S-Gruppe. In Klaukkala gibt es viele Grundschulen, von denen die größte Isoniitun koulu ist, die alle 9 Klassen des finnischen Grundschulsystems umfasst. 2017 wurde ein neues Mehrzweckgebäude mit dem Namen „Monikko“ im Sportgebiet Klaukkala gebaut. Klaukkala hat auch eine der drei Turnhallen von Nurmijärvi, Arkadian yhteislyseo. Eine mögliche touristische Sehenswürdigkeit ist die 2004 erbaute Klaukkala Kirche. Das Dorf hat auch eine orthodoxe Holzkirche des Nektarios von der Pentapolis.